# Charles Chandler
Charles Robert Chandler, ameriški veslač, * 22. julij 1911, † 22. junij 1982, Alameda.
Chandler je leta 1932 na Poletnih olimpijskih igrah v Los Angelesu veslal v osmercu, ki so ga sestavljali študenti Univerze Berkeley. Ameriški čoln je osvojil zlato medaljo. 
Leta 1969 so bili člani tega osmerca sprejeti v ameriški veslaški hram slavnih. 